# Matsunaga Teitoku
Matsunaga Teitoku (japanisch 松永 貞徳; * 1571 in Kyōto; † 3. Januar 1654 ebenda) war ein japanischer Gelehrter und Haikai-Dichter. Sein wirklicher Name war Matsunaga Katsuguma (松永 勝熊), er schrieb aber auch unter den Namen Shōyuken (逍遊軒) und Chōzumaru (長頭丸).
Teitoku war der Vater des Gelehrten Matsunaga Sekigo und studierte Waka- und Renga-Dichtung bei Hosokawa Yūsai und Satomura Yōha. Zudem war er Schüler des neokonfuzianischen Gelehrten Hayashi Razan. Er verfasste Kommentare zu Essays im Tsuzuregusa und im Hyakunin Isshu. Um 1620 eröffnete er eine eigene Haikai-Schule, Teitoku-ha. Er arbeitete als Sekretär (yūhitsu) von Toyotomi Hideyoshi.
Einige seiner Waka-, Renga- und Haikai-Gedichte erschienen 1633 in der Sammlung Enoko shū (犬子集) seiner Schüler Matsue Shigeyori und Nonoguchi Ryūho. Teitoku veröffentlichte zwei eigene Gedichtsammlungen: Taka tsukuba (鷹筑波; 1638) und Shinzō inu tsukuba shū (新増犬筑波集; 1643). In der Schrift Gosan formulierte er die Regeln für das Verfassen von Haikai gemäß seiner Schule. Zu seinen Schülern zählte auch Kitamura Kigin, der seinerseits der Lehrer des berühmten Matsuo Bashō wurde.